# Cimmeris
Els cimmeris (en grec antic Κιμμέριοι) eren un poble nòmada que va viure a la moderna Ucraïna, el Caucas nord-oriental i el Quersonès Tàuric fins al segle vii aC, quan va envair l'Àsia Menor.
Els cimmeris no van deixar registres escrits per ells mateixos, i la majoria de la informació sobre ells es deriva en gran part dels registres dels Assiris dels segles viii al vii aC i d'autors grecoromans del segle v aC i posteriors.

## Nom
El nom de Cimmeris deriva del llatí Cimmerii, derivat ell mateix del grec antic Kimmerioi (Κιμμεριοι), d'un origen finalment incert per al qual hi ha hagut diverses propostes:
- segons János Harmatta, deriva de l'antic antic iranià *Gayamira, que vol dir 'unió de clans'.[1]
- segons Sergei Tokhtasiev i Ígor Diàkonov deriva de l'antic iranià *Gāmīra o *Gmīra, que significa 'unitat mòbil'.[2][3]
- segons Askold Ivantchik deriva del nom original dels cimmeris en la seva forma original *Gimĕr- o *Gimĭr-, de significat incert.[4]

## Història
El poble dels cimmeris pertany a la llegenda i a la història. Homer diu a l'Odissea que vivien més enllà de l'oceà, submergits en la foscor perquè allà no hi arribaven els raigs d'Hèlios. Eren molt propers als escites ètnicament i arqueològicament idèntics. Segons Heròdot, ocupaven originàriament els territoris entre el Boristenes (Dnieper) i el Tanais (el Don) i van ser expulsats pels escites. Al final del segle viii aC van vorejar les costes de l'Euxí, van passar per la Còlquida i fins al riu Halis envaint l'Àsia Menor. En aquesta incursió van ocupar la ciutat de Sardes, excepte la ciutadella, durant el regnat d'Ardis II, probablement cap a l'any 654 aC. El seu net Aliates II va ser prou fort com per expulsar els cimmeris d'Àsia. Es diu que juntament amb els treris, parents seus, i altres tribus tràcies (se suposa que eren diferents branques de la mateixa ètnia), van devastar l'Àsia Menor des de temps molt antics, fins i tot abans de l'època d'Homer, segons diu Estrabó. Els fragments conservats de la poesia elegíaca més antiga mostren vivament els sentiments que els jonis i els habitants d'Efes en particular tenien cap aquest poble. El poeta Cal·lí d'Efes, quan els cimmeris van prendre Sardes, va implorar seriosament a Zeus que lliurés aquella ciutat de les hordes salvatges.
S'ha suposat que els cimmeris van passar per Tràcia per anar a Jònia i a Lídia, ja que el camí que diu Heròdot al llarg de la costa de la Mar Negra, és gairebé impracticable per un poble nòmada, perquè el Caucas s'estén fins a la mateixa riba de l'Euxí. La persecució dels cimmeris per part dels escites també es creu que va ser una invenció. Estrabó diu que els cimmeris eren els principals ocupants del Quersonès Tàuric, i tenien una important ciutat fortificada a la península de Crimea que tancava l'istme per la banda de terra. Els cimmeris van donar el nom a Crimea. Heròdot menciona que a la seva època encara hi havia vestigis de les tombes dels reis cimmeris prop del riu Tiras (Dnièster), i en diversos llocs del país dels escites.
Els assiris els anomenaven Ga-mir o Gi-mir-a-a (Gimirri), que voldria dir poble que va i ve. Els arqueòlegs els identifiquen amb la cultura de Novočerkass a les planes d'herba entre el Pruth i el Don, cultura que va florir entre el 900 i el 650 aC.
Abans del 675 aC van destruir el Regne de Frígia on regnava Mides IV. Mentre a la part occidental del regne sorgia el regne de Lídia, a les planes de Frígia es van establir el cimmeris.
En els següents anys van atacar Urartu i Assíria. Van atacar també Lídia i van ser aturats a les portes cilícies pel rei assiri Assurbanipal, a qui el rei Giges havia demanat ajuda. Un altre atac devastador es va produir cap a l'any 644 aC quan van saquejar la capital, Sardes, però el rei Ardis II els va rebutjar. Després es van estendre cap a Paflagònia, on van ocupar Sinope i van destruir moltes colònies gregues de la costa nord de l'Euxí, però el progressiu assentament els va fer menys actius i progressivament els lidis van ocupar part del seu territori sota el rei Aliates II]. en canvi Urartu va desaparèixer al començament del segle vi aC a mans d'una branca dels cimmeris i després es van aliar als medes. Quasi al mateix temps que desapareixia Urartu els cimmeris també van desaparèixer de la historia.
El geògraf i historiador Posidoni va ser el primer en identificar els cimmeris amb els cimbres, i aquesta opinió que Estrabó considerava probable va ser adoptada pels romans, però això era un error originat per la similitud dels noms.

### Llegat
Després de la fi de l'Imperi Neoassiri, els escribes de l'Imperi Neobabilònic que el van substituir van utilitzar el terme Gimirri indistintament per referir-se a tots els nòmades de les estepes, inclosos els escites pòntics i els Saces de l'Àsia central. El persa aquemènides que van conquerir els l'Imperi Neobabilònic va continuar aquesta tradició d'utilitzar el nom dels cimmeris per referir-se a tots els nòmades de l'estepa en llengua acàdia, tal com es testimonia a la inscripció de Behistun. Els romans d'Orient, un mil·lenni més tard, es van referir de manera similar als huns, eslaus i altres poblacions com a «escites».
L'esment de Homer dels cimmeris com a vius privats de la llum solar i prop de l'entrada de l'Hades va influir en autors grecoromans posteriors que, escrivint segles després de la desaparició dels cimmeris històrics, van conceptualitzar aquest poble com el descrit per Homer i, per tant, els va assignar diversos llocs i històries fantàstiques:
- Èfor de Cumes al segle iv aC va situar els cimmeris prop de la ciutat de Cime a la Magna Grècia, on hi havia un Plotoni i un oracle dels morts, així com el Llac Avernus, que posseïa propietats estranyes. Segons la narració d'Èfor, aquests cimmeris vivien sota terra i només sortirien de nit a causa d'una tradició seva de no veure mai el Sol.
- Hecateu d'Abdera va situar la «ciutat cimmèria» a Hiperbòria.
- Posidoni d'Apamea va escriure que els cimmeris que van passar a l'Àsia occidental eren només un petit grup d'exiliats, mentre que la majoria dels cimmeris vivien a l'extrem nord densament boscós i amb menys sol, entre les costes d'Oceanus i el Hercynia Silva, i eren el mateix poble conegut com els cimbres. Tant els cimmeris com els cimbres eren percebuts pels grecs com a ferotges tribus bàrbares que havien causat una destrucció important als pobles que havien envaït, i com que els seus noms eren semblants, les tradicions gregues els van equiparar i després identificar entre ells.
  - Aquesta afirmació va ser criticada per Plutarc com a conjectural en lloc de basar-se en proves històriques concretes.
  - Estrabó i Diodor de Sicília, utilitzant Posidoni com a fonts, també van equiparar els cimeris i els cimbris.

Els cimeris apareixen a la Bíblia hebrea amb el nom de Gómer (גֹּמֶר) o Gōmer, que està estretament relacionat amb els escites.

#### En la cultura popular
El personatge de Conan el bàrbar, creat per Robert E. Howard en una sèrie d'històries de fantasia publicades a Weird Tales de 1932, és canònicament un cimmeri: a l'Era Hibòria de ficció de Howard, els cimeris són un poble pre-celta que van ser els avantpassats dels irlandesos i escocesos (gaels).
The Amazing Adventures of Kavalier and Clay, una novel·la de Michael Chabon, inclou un capítol que descriu el llibre més antic (de ficció) del món, The Book of Lo, creat pels antics cimmeris.
La cançó de Manau «La Tribu de Dana» relata una batalla imaginària entre celtes i enemics identificats pel narrador com a cimmeris (Cimmériens).

## Arqueologia
Arqueològicament, els cimmeris s'associen amb la cultura Novotxerkassk de l'estepa eurasiàtica occidental, que va mostrar fortes influències originàries de l'est a Àsia central i Sibèria (més específicament de la Cultura de Karasuk Arzhan i Altai), així com de la cultura Kubana del Caucas que va contribuir al seu desenvolupament, tot i que una visió alternativa és que els cimmeris, en canvi, pertanyien, materialment, a la cultura escita primerenca.
Les restes cimmeries del període de la seva presència a Anatòlia inclouen un enterrament del poble de İmirler a la província d'Amasya de Turquia que conté armes típicament escites primitives i arnesos de cavalls. Un altre enterrament cimmeri, situat a uns 100 km a l'est d'İmirler i a 50 km de Samsun, contenia 250 puntes de fletxa de tipus escita.

## Idioma
Només alguns noms personals en llengua cimmeriana han sobreviscut en inscripcions assíries.